# Sakurayu

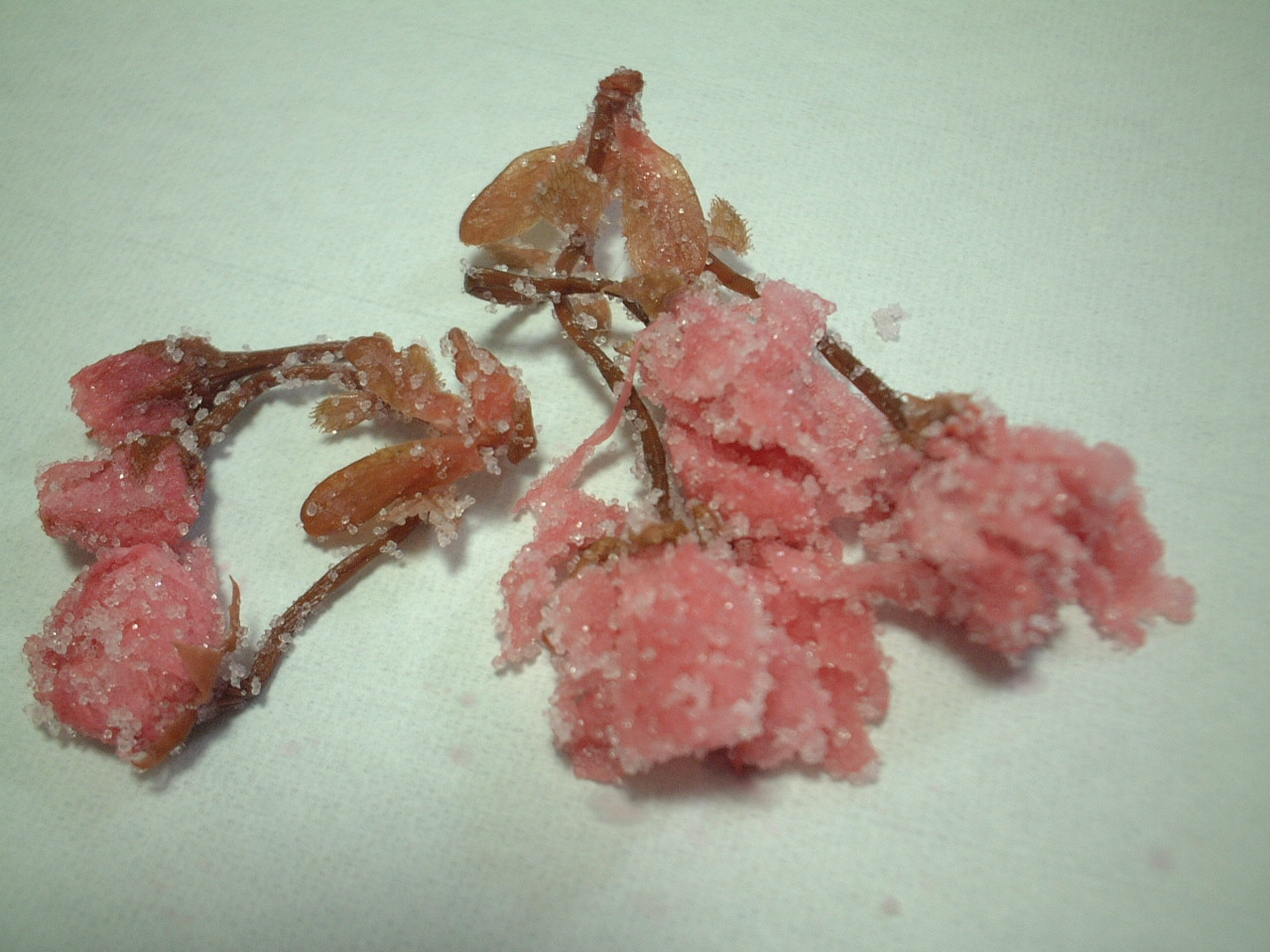
Hoa anh đào ngâm với muối

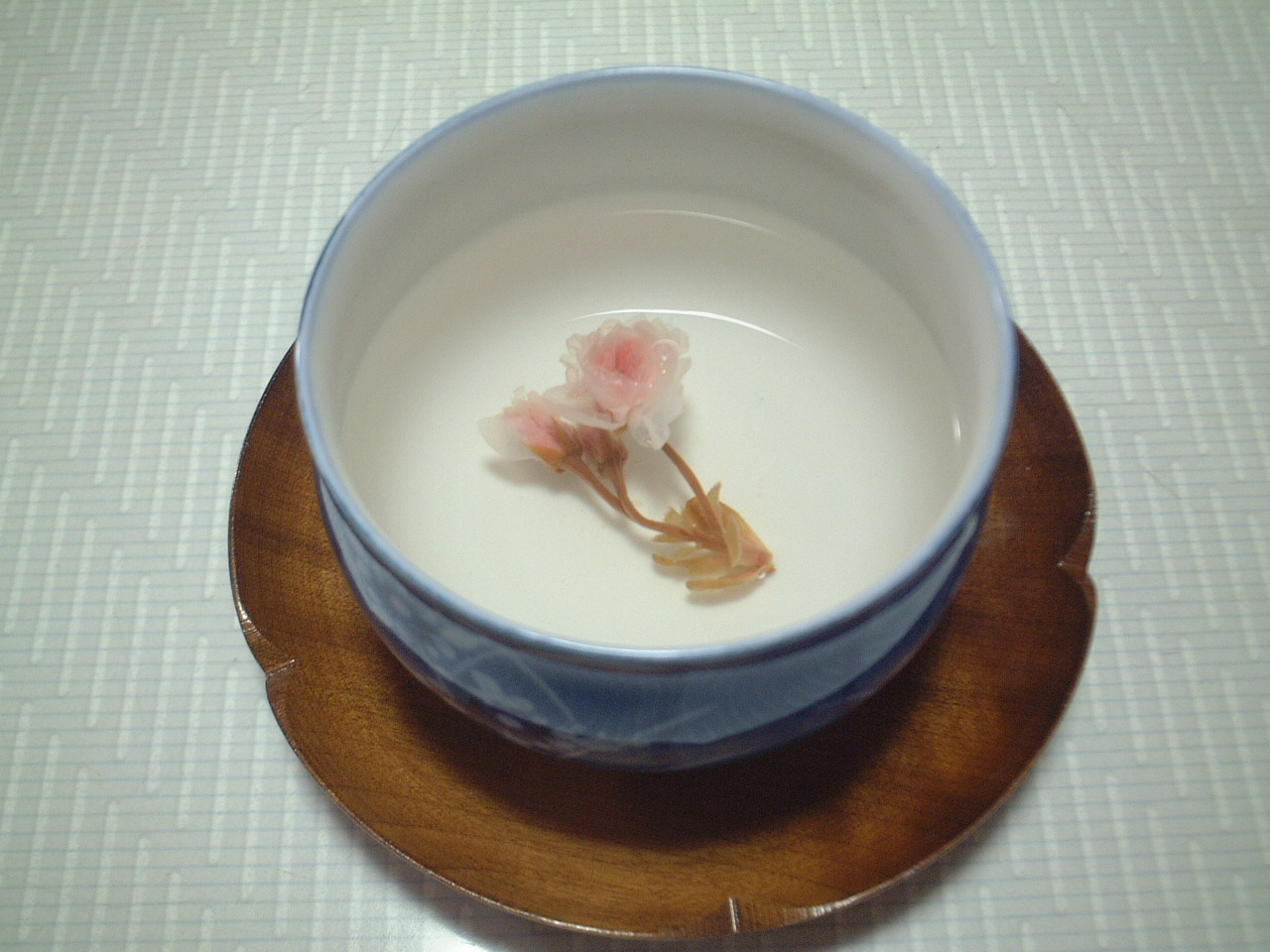
Một cốc Sakurayu

Sakurayu (tiếng Nhật: 桜湯, anh sương), Sakura-cha (桜茶), nghĩa đen là " trà hoa anh đào", là một thức uống truyền thống của Nhật Bản được tạo ra bằng cách ngâm hoa anh đào muối chua với nước đun sôi. Sự kết hợp đặc biệt này trở thành một loại trà thảo dược và được thưởng thức trong văn hóa Đông Á qua nhiều thế hệ.

## Sơ chế
Thành phần chính của trà là cánh hoa anh đào được thu hoạch trong mùa nở hoa từ giữa đến cuối mùa xuân. Sau khi loại bỏ phần đài, các cánh hoa sau đó sẽ được ngâm trong giấm mận cùng với muối, sau đó đem đi sấy khô. Hoa anh đào khô sau đó được bảo quản hoặc gói kín trong gói trà và được đem bán.
Để pha trà Sakurayu, trước hết, ta phải rắc một vài bông hoa ngâm muối sấy khô vào một cốc nước nóng. Sau khi được ngâm nước nóng, những cánh hoa bị xẹp sẽ bung ra và nổi lên mặt nước. Sau đó, trà thảo dược sẽ được ngâm cho đến khi hương vị đạt được cường độ mong muốn. Đồ uống thu được có vị hơi mặn. Do đó, thứ trà này còn được xem là một loại bia hơi ngọt nhẹ.

## Thưởng thức
Trong tiếng Nhật có một thành ngữ gọi là "ocha wo nigosu." Trong đó "ocha" là trà, và "nigosu" có nghĩa là làm mờ đi. Vì vậy, bản thân thuật ngữ này sẽ được dịch theo nghĩa đen là làm cho trà bị vẩn đục. Tuy nhiên, cả cụm từ này lại mang ý nghĩa là "lảng tránh", "mơ hồ" hoặc "không cam kết". Câu thành ngữ này cũng là lý do tại sao trà xanh không được phục vụ trong đám cưới, nhưng "Sakura-yu" lại được phục vụ vì món trà này tượng trưng cho "sự khởi đầu", điều thích hợp nhất để biểu thị trong đám cưới.